# Boa Sorte / Good Luck
"Boa Sorte / Good Luck" é o primeiro single de Sim, terceiro álbum de estúdio da cantora e compositora brasileira Vanessa da Mata. A canção conta com a participação do cantor norte-americano Ben Harper. No Brasil, foi a música mais tocada em 2008, de acordo com a Crowley Broadcast Analysis.
Uma versão totalmente em inglês, intitulada "Good Luck", foi gravada e incluída na edição internacional do álbum e também está presente nas plataformas digitais.

## Desempenho nas tabelas musicais
| Tabela musical (2007)             | Melhor posição |
| --------------------------------- | -------------- |
| França (France Top 100)           | 48             |
| Portugal (Portugal Digital Songs) | 1              |
| Suécia (Sverigetopplistan)        | 51             |
| Suíça (Schweizer Hitparade)       | 85             |